# Те Пука и Муа
Те Пука и Муа је ненасељено острвце у саставу атола Нукунону у оквиру острвске територије Токелау у јужном делу Тихог океана. Налази се у југозападном делу атола, између острваца Те Афуа и Нахау. Прекривено је тропским растињем.